# Сентро (муниципалитет)
Сентро (исп. Centro) — муниципалитет в Мексике, в штате Табаско, с административным центром в городе Вильяэрмоса. Численность населения, по данным переписи 2020 года, составила 683 607 человек.

## Общие сведения
Название муниципалитета связано с его географическим расположением: он находится в центральной части штата и в нём размещены все административные учреждения штата.
Площадь муниципалитета равна 1717,8 км², что составляет 6,9 % от общей площади штата, а наиболее высоко расположенное поселение Мирафлорес-1 находится на высоте 65 метров.
Он граничит с другими муниципалитетами штата Табаско: на севере с Сентлой, на востоке с Макуспаной, на юге с Халапой и Теапой, на западе с Кундуаканом, на северо-западе с Накахукой, а также на юго-западе граничит с другим штатом Мекисики — Чьяпасом.

## Учреждение и состав
Муниципалитет был образован 18 декабря 1883 года, по данным 2020 года в его состав входит 205 населённых пунктов, самые крупные из которых:
| Код INEGI                  | Населённый пункт                                                                          | Численность населения (2005 год) | Численность населения (2010 год) | Численность населения (2020 год) |
| -------------------------- | ----------------------------------------------------------------------------------------- | -------------------------------- | -------------------------------- | -------------------------------- |
| 004                        | Всего                                                                                     | 558524                           | 640359                           | 683607                           |
| 0001                       | Вильяэрмоса (исп. Villahermosa) 17°59′16″ с. ш. 92°55′09″ з. д. (административный центр)  | 335778                           | 353577                           | 340060                           |
| 0166                       | Плаяс-дель-Росарио (исп. Playas del Rosario) 17°51′11″ с. ш. 92°55′58″ з. д.              | 13715                            | 21893                            | 22934                            |
| 0214                       | Окуильцапотлан (исп. Ocuiltzapotlán) 18°08′07″ с. ш. 92°51′45″ з. д.                      | 14799                            | 18312                            | 17972                            |
| 0176                       | Макультепек (исп. Macultepec) 18°08′36″ с. ш. 92°51′32″ з. д.                             | 6217                             | 6485                             | 11848                            |
| 0264                       | Паррилья-2 (исп. Parrilla II) 17°52′39″ с. ш. 92°55′27″ з. д.                             | 2771                             | 10967                            | 10427                            |
| 0035                       | Анаклекто-Канабаль-3 (исп. Anacleto Canabal 3ra. Sección) 18°01′07″ с. ш. 92°59′27″ з. д. | 898                              | 2589                             | 10066                            |
| 0145                       | Паррилья (исп. Parrilla) 17°54′43″ с. ш. 92°55′03″ з. д.                                  | 16364                            | 9664                             | 10036                            |
| 0129                       | Медельин-и-Мадеро-2 (исп. Medellín y Madero 2da. Sección) 18°06′37″ с. ш. 92°51′14″ з. д. | 4197                             | 7825                             | 8336                             |
| —                          | Прочие                                                                                    | 163785                           | 209047                           | 251928                           |
| Названия на карте Генштаба |                                                                                           |                                  |                                  |                                  |

## Экономическая деятельность
По статистическим данным 2000 года, работоспособное население занято по секторам экономики в следующих пропорциях:
- сельское хозяйство, животноводство и рыбная ловля — 7,9 %;
- промышленность и строительство — 20,2 %;
- торговля, сферы услуг и туризма — 69,2 %;
- безработные — 2,7 %.

## Инфраструктура
По статистическим данным 2020 года, инфраструктура развита следующим образом:
- электрификация: 99,7 %;
- водоснабжение: 88 %;
- водоотведение: 99,3 %.

## Фотографии
- Вид на Вильяэрмосу и реку Грихальва
- Церковь в Окуильцапотлане
- Экологический заповедник Юмка